# إسطنبول 2461
إسطنبول 2461 (أيضًا Ni 2461، L.2461) هي لوح مسماري سومري قديم. وصفها البعض بأنها أقدم قصيدة حب في العالم. وهو معروض في متحف إسطنبول للشرق القديم (قاعة بلاد ما بين النهرين).
إنها قصيدة شهوانية موجهة إلى الملك شو سين (حكم في القرنين العشرين أو الحادي والعشرين قبل الميلاد) من قبل متحدثة لم تذكر اسمها. يُعتقد أن القصيدة قد تكون مرتبطة "بزواج مقدس" بين الملك والكاهنة إنانا.

## اكتشاف
اكتشف اللوح في نيبور، في أسفل بلاد ما بين النهرين ( العراق الحديث). كانت واحدة من عدة آلاف من الألواح السومرية التي عثر عليها علماء الآثار خلال أعمال التنقيب بين عامي 1889 و1900.

تم التعرف على اللوح من بين 74000 قرص آخر وترجمه صموئيل نوح كرامر في عام 1951، خلال سنوات دراسته في متحف إسطنبول. كان كرامر يقرر ما الذي يجب ترجمته بعد ذلك عندما وجد الجهاز اللوحي في درج المتحف. يصف اللحظة في كتابه يبدأ التاريخ في سومر:

## محتويات
يحتوي اللوح على قصيدة بالبالة (نوع من القصيدة السومرية) معروفة بالعناوين "العريس، اقض الليلة في منزلنا حتى الفجر" أو "أغنية حب شو سوين (شو سوين ب)". تتكون هذه القصيدة من 29 سطرًا، وهي عبارة عن مونولوج موجه إلى الملك شو سين (حكم من 1972 إلى 1964 قبل الميلاد، تسلسل زمني قصير، أو 2037-2029 قبل الميلاد، تسلسل زمني طويل). في اللغة المثيرة، تعبر المتحدثة في القصيدة عن رغباتها المتحمسة وشوقها لشو سين، بالاعتماد بشكل كبير على الصور المتعلقة بالعسل والحلاوة.
فيما يلي بداية القصيدة (بترجمة كرامر):
أيها العريس عزيزي على قلبي،
حسنًا، جمالك يا حلو،
أسد عزيز على قلبي
حسنًا، جمالك، حلو العسل.
يبدو أن الأسطر الثلاثة الأخيرة من القصيدة تحتوي على دعوة للقاء جنسي، ولكن بلغة غير واضحة بشكل كافٍ لنا.
يعتبر النص من أقدم القصائد الغنائية المعروفة.

## التفسيرات
يُعتقد أن القصيدة هي نص "الزواج المقدس" السنوي، وهو طقس يتزوج فيه الملك رمزياً من الإلهة إنانا، ويتزاوج معها، ويضمن الخصوبة والازدهار للعام المقبل. من المحتمل أن تمثل الكاهنة إنانا، إلهة الخصوبة السومرية، ويمثل الملك شو سين دوموزي، إله الرعاة، عشية اتحادهم.
ربما غُنيت أشكال مختلفة من القصيدة خلال الاحتفالات الطقسية لإحياء ذكرى الزواج الإلهي بين الإلهين في جميع أنحاء الشرق الأدنى القديم، وخاصة في مصر. سلطت ترجمة هذا اللوح الضوء على سفر نشيد الأنشاد في العهد القديم، لأن بعض العبارات تشبه القصائد التي تُغنى في أعياد الخصوبة هذه، وكذلك الأعراس السومرية.

## الأدب
- صفاتي، يتشك. "التراكيب الكنسية السومرية. أ. التركيز الإلهي. 6. قصائد الحب: أغاني دوموزي إنانا (1.169) ". في سياق الكتاب المقدس، أنا: التراكيب الكنسية من عالم الكتاب المقدس. هالو، وليام دبليو (محرر). ليدن / نيويورك / كولن: بريل، 1997. 541-542. (العنوان: العريس اقض الليلة في بيتنا حتى الفجر)
- صفاتي، يتشك. أغاني الحب في الأدب السومري: طبعة نقدية لأغاني دوموزي إنانا. دراسات بار إيلان في لغات وثقافة الشرق الأدنى. منشورات معهد صموئيل ن. كرامر للآشوريات. رمات غان: مطبعة جامعة بار إيلان، 1998. 353-359.

## روابط خارجية
"أغنية حب Shu-Suen (Shu-Suen B)" في مجموعة النصوص الإلكترونية للأدب السومري: ترجمة، نص مركب، ببليوغرافيا